# Plagiochila retrospectans
Plagiochila retrospectans là một loài rêu tản trong họ Plagiochilaceae. Loài này được (Nees ex Spreng.) Lindenb. miêu tả khoa học lần đầu tiên năm 1843.